# Saint-Laurent-des-Vignes
Saint-Laurent-des-Vignes ist eine französische Gemeinde mit 1.028 Einwohnern (Stand 1. Januar 2022) im Département Dordogne in der Region Nouvelle-Aquitaine (vor 2016: Aquitanien). Die Gemeinde gehört zum Arrondissement Bergerac und zum Kanton Pays de la Force (bis 2015: Kanton Bergerac-2).
Der Name in der okzitanischen Sprache lautet Sent Laurenç dei Vinhas und leitet sich vom heiligen Laurentius von Rom ab. Der Zusatz „Vignes“ (deutsch Weinberge) weist auf die Weinberge hin, die die Terrassen der Gemeinde bedecken.
Die Einwohner werden Saint-Laurentais und Saint-Laurentaises genannt.

## Geographie
Saint-Laurent-des-Vignes liegt ca. fünf km südwestlich von Bergerac in dessen Einzugsbereich (Aire urbaine) im Gebiet Bergeracois der historischen Provinz Périgord.
Umgeben wird Saint-Laurent-des-Vignes von den fünf Nachbargemeinden:
| Prigonrieux           |                                             | Bergerac    |
| Lamonzie-Saint-Martin | Kompassrose, die auf Nachbargemeinden zeigt |             |
| Pomport               |                                             | Monbazillac |

Saint-Laurent-des-Vignes liegt im Einzugsgebiet des Flusses Dordogne an dessen linkem Ufer.

## Einwohnerentwicklung

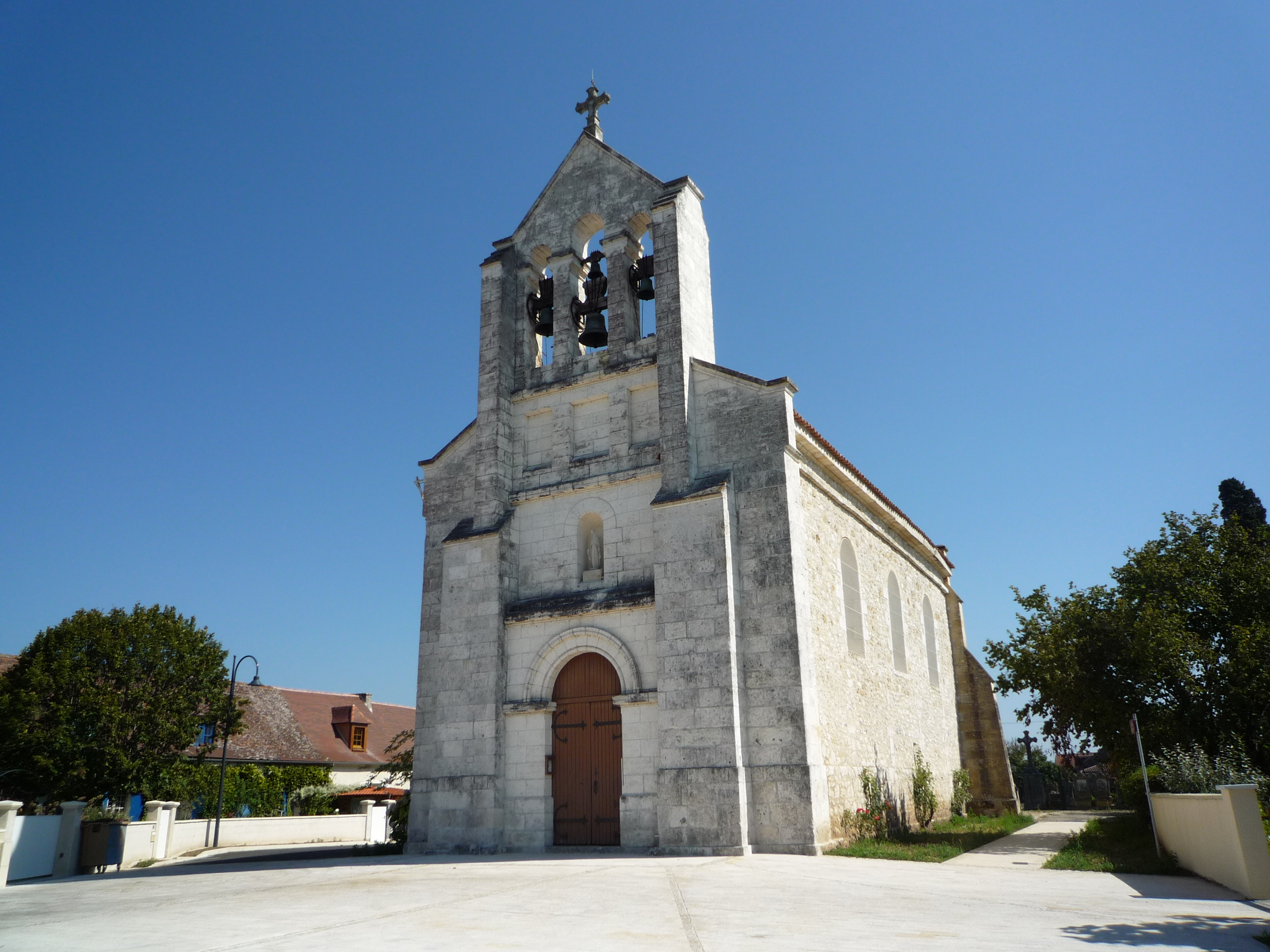
Pfarrkirche Saint-Laurent

Im Gegensatz zu den meisten Gemeinden des Départements gibt es seit dem Beginn der Aufzeichnungen einen durchgängigen Wachstumstrend, der bis heute anhält.
| Jahr      | 1962 | 1968 | 1975 | 1982 | 1990 | 1999 | 2006 | 2011 | 2022  |
| --------- | ---- | ---- | ---- | ---- | ---- | ---- | ---- | ---- | ----- |
| Einwohner | 528  | 525  | 531  | 603  | 709  | 732  | 732  | 852  | 1.028 |

## Sehenswürdigkeiten
- Pfarrkirche Saint-Laurent, ersetzte im 18. Jahrhundert einen romanischen Vorgängerbau

## Wirtschaft und Infrastruktur

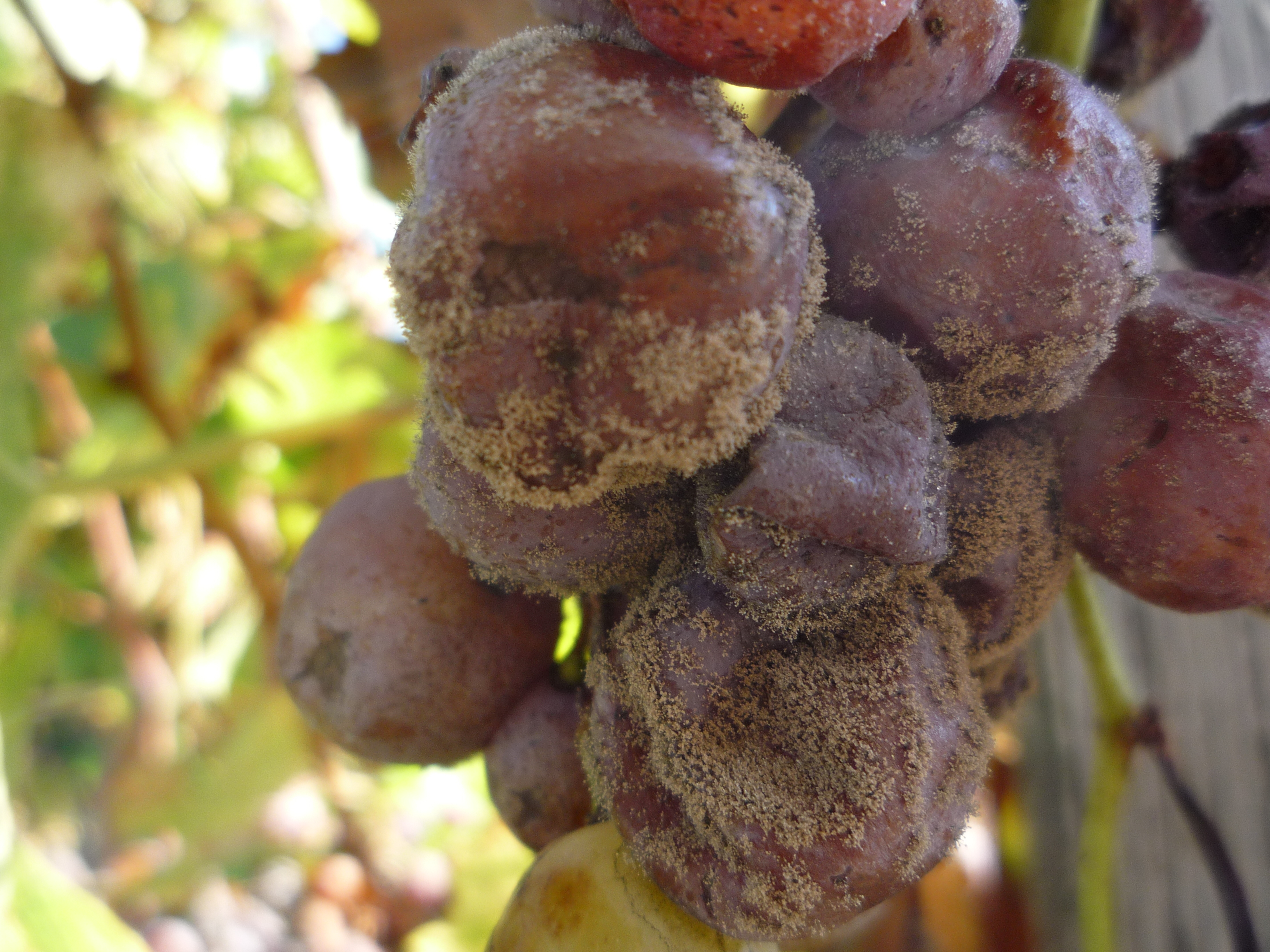
Rebsorte Sémillon, von der Edelfäule Botrytis cinerea befallen

Der Fokus der Wirtschaft ist die Entwicklung von Handwerk und Handel.
Saint-Laurent-des-Vignes liegt in den Zonen AOC des Bergerac mit den Appellationen Bergerac (blanc, rosé, rouge), Côtes de Bergerac (blanc, rouge) und des Monbazillac, einem Dessertwein, mit den Appellationen Monbazillac und Monbazillac Sélection de grains nobles.

### Bildung
Die Gemeinde verfügt über eine öffentliche Vor- und Grundschule mit 101 Schülerinnen und Schülern im Schuljahr 2018/2019.

### Verkehr
Saint-Laurent-des-Vignes ist erreichbar über die Routes départementales 14, 933 (ehemalige Route nationale 133), 936 (ehemalige Route nationale 136), und 936E1.